# Kašutnik
Kašutnik je priimek v Sloveniji, ki ga je po podatkih Statističnega urada Republike Slovenije na dan 1. januarja 2010 uporabljalo manj kot 5 oseb. Nekoliko bolj pogosta oblika priimka je Koštunik.

## Znani nosilci priimka
- Anton Kašutnik (1686—1745), jezuit, pisec zgodovinskih in geografskih del ter latinskih dram